# Local Energy based Shape Histogram
Local Energy based Shape Histogram in sigla LESH, in italiano: Istogramma della forma basato sull'energia locale è un descrittore d'immagine proposto recentemente in Computer vision. Può essere usato per ottenere una descrizione su una forma.
Il descrittore di caratteristica LESH è costruito sul modello dell'energia locale della percezione.
Codifica la forma sottostante accumulando l'energia locale del segnale sottostante lungo varie orientazioni di filtro, diversi istogrammi locali dell'immagine generati e concatenati insieme in un istogramma spaziale compatto a 128 dimensioni.
È progettato per essere invariante alla scala.
lo si può usare in applicazioni per il recupero d'immagini basati sulla forma, rilevamento d'oggetti, e stima della posizione.